# Сільвіо Форментін
Сільвіо Форментін (італ. Silvio Formentin, 24 лютого 1922, Падуя — 13 серпня 1990, Падуя) — італійський футболіст, що грав на позиції півзахисника.

## Ігрова кар'єра
Народився 24 лютого 1922 року в місті Падуя. Вихованець футбольної школи клубу «Падова». Дорослу футбольну кар'єру розпочав 1939 року в основній команді того ж клубу, в якій провів вісім сезонів, взявши участь у 119 матчах чемпіонату, забивши 32 голи.
Протягом 1947—1950 років захищав кольори клубу «Дженоа». Своєю грою за останню команду привернув увагу представників тренерського штабу клубу «Наполі», до складу якого приєднався 1950 року. Відіграв за неаполітанську команду наступні чотири сезони своєї ігрової кар'єри. Більшість часу, проведеного у складі «Наполі», був основним гравцем команди.
Протягом 1954—1956 років захищав кольори клубу «Новара».
Завершив ігрову кар'єру у команді «Сассуоло», за яку виступав протягом 1957—1958 років. Загалом він провів 244 матчі в Серії А, забив 50 голів.
Помер 13 серпня 1990 року на 69-му році життя у місті Падуя.